# 76-мм танковая пушка образца 1927/32 годов (КТ)
76-мм танковая пушка образца 1927/32 годов (КТ, КТ-28) — советская танковая пушка, разработанная в специальном конструкторском бюро-4 ленинградского кировского завода конструктором И. А. Махановым.

## История создания
Пушка КТ (Кировская танковая) была разработана на основе 76-мм полковой пушки образца 1927 года для вооружения проектируемых танков Т-35 и Т-28 «вплоть до начала массового выпуска 76,2-мм специальной танковой пушки по типу ПС-3». Однако в связи с непреодолимыми трудности в серийном производстве пушки ПС-3 производство пушек КТ решено было продолжить.

## Общее устройство и характеристики
Специально разработанная в 1932 году для танка Т-28, пушка использовала доработанную качающуюся часть 76-мм полковой пушки образца 1927 года со следующими изменениями:
- укорочена длина отката с 1000 до 500 мм;
- увеличено количество жидкости в накатнике с 3,6 до 4,8 л;
- усилены салазки путём утолщения их стенок с 5 до 8 мм;
- введён новый подъёмный механизм, ножной спуск и новые прицельные приспособления, удовлетворяющие условиям работы танкового экипажа.[3]

Пушка КТ-28 имела длину ствола 16,5 калибров. Начальная скорость 7-килограммового осколочно-фугасного снаряда составляла 262 м/с, 6,5-килограммового шрапнельного — 381 м/с.

## Производство
Пушки КТ серийно производились на Кировском заводе с 1933 года.
| Год               | 1932 | 1933 | 1934 | 1935 | 1936 | 1937 | 1938 | Всего |
| ----------------- | ---- | ---- | ---- | ---- | ---- | ---- | ---- | ----- |
| 76-мм обр 1927/32 | 1    | 55   | 202  | 102  | 258  | 130  | 12   | 760   |

К 1 ноября 1936 года в РККА числилось 372 боевые пушки КТ и 21 учебная. Кроме того, было 96 боевых и 1 учебная пушки на СУ-12, а так же 5 пушек КТ-27, установленных на танкетках Т-27.

## Боевое использование
Пушка устанавливалась на танки Т-28, Т-35, БТ-7А, Т-26А, а также на бронекатера проектов 1124 и 1125, бронепоезда типа ОБ-3, на СУ-76 (КТ-27) и на 2 мотоброневагона Кировского завода.